# Ivo Van Damme
Ivo Van Damme wym. [ˈi.vo vɐn ˈdɑ.mə] (ur. 21 lutego 1954 w Dendermonde, zm. 29 grudnia 1976 w Orange) – belgijski lekkoatleta specjalizujący się w biegach na 800 i 1500 metrów.
Do 16. roku życia trenował piłkę nożną. Później zaczął uprawiać lekkoatletykę i właśnie w tej dyscyplinie odniósł największe triumfy. Podczas letnich igrzysk olimpijskich w Montrealu zdobył dwa srebrne medale – w biegu na 800 i 1500 metrów. Kilka miesięcy później zginął w wypadku samochodowym. Od 1977 w Brukseli organizowany jest, ku jego pamięci, Memoriał Ivo Van Damme. Van Damme został wybrany sportowcem roku w Belgii w 1976.